# 藤村志保
藤村志保（日语：／ Fujimura Shiho，1939年1月3日—2025年6月19日），本名静永操，女，神奈川县川崎市出身，日本演员。曾获得田中絹代獎。
1962年，藤村志保因出演電影《破戒》而出道，隨後以大映的專屬演員身份活躍於影壇，主要參與古裝劇演出。除了戲劇演出之外，藤村志保也多次參與綜藝與談話節目。1983年，她成為首位被任命為廣播節目改善委員會成員的女性演員。1985年，因出版探討器官移植議題的著作《超越腦死》，該書獲得第六屆讀賣女性人類紀錄片獎，並曾在眾議院司法事務委員會上以專家證人身份發表意見。2011年，他向日本劇本檔案館（後為日本劇本檔案館推進聯盟）捐贈了自己所撰寫的576部劇本。
2025年6月12日，藤村因肺炎逝世，享壽86歲。

## 外部連結
- 藤村志保 日本映画データベース
- 藤村志保 - NHK人物録

- . シネマズ. 松竹. 2016-08-14  [2016-10-18].